# William Cohen
William Sebastian Cohen (Bangor, Maine, 28 d'agost de 1940) és un polític, advocat i escriptor estatunidenc. És membre del Partit Republicà i ha sigut membre tant de la Cambra de Representants dels Estats Units (1973–1979) com del Senat (1979–1997), i Secretari de Defensa (1997–2001) sota el president demòcrata Bill Clinton.
Descrit com a "moderat republicà de Maine, un centrista inconformista" per David Halberstam, Cohen ha tingut bones relacions de treball amb el president Clinton i l'assessor de seguretat nacional Sandy Berger i una col·laboració "gairebé ideal" amb l'Estat Major Conjunt. Tanmateix, xocava sovint amb la Secretària d'Estat Madeleine Albright, a qui veia com a "ostentosa, massa franca i directa en assumptes de polítiques i massa procliu a fer ús de la força militar".